# 青木文库
青木文库（日语：青木文庫）是青木书店刊行文库本。

## 概述
1950年代以来，青木书店、综合的文库本、青木文库刊行。自社出版物、长谷部文雄翻译的《资本论》社会·经济学作品文库化、文学日本无产阶级文学、外国革命文学的作品系数由青木文库刊行。战前发表的作品也由青木文库刊行，黑島傳治的《武装せる市街》复刊、田冈岭云的评论集刊行、近代文学被埋没的作品也被挖掘刊行。小林多喜二、马克西姆·高尔基的作品多由文库刊行。
1950年代到60年代，青木文库综合刊行作品；70年代，主要是新刊、戸坂润的论文集、宮本顯治、宫本百合子的往复书简《十二年的手纸》、藏原惟人的《艺术书简》等。
1980年代，刊行停止。之后，刊行新装版，峠三吉的《原爆诗集》、服部之综的明治维新相关著作刊行。